# Reichsverband der Deutschen Industrie
Der Reichsverband der Deutschen Industrie (RDI) war der Spitzenverband der industriellen Unternehmerverbände in der Weimarer Republik.

## Geschichte
Der Reichsverband entstand am 4. Februar 1919 aus dem Zusammenschluss des Bundes der Industriellen, des Centralverbandes deutscher Industrieller und des Vereins zur Wahrung der Interessen der chemischen Industrie Deutschlands. Offiziell wurde er am 12. April 1919 in Berlin gegründet.
In Zusammenarbeit mit dem Heereswaffenamt wurde 1926 die geheime Rüstungsorganisation Stega (Statistische Gesellschaft) gegründet.
In der Weltwirtschaftskrise war der Reichsverband stark zerstritten: Der rechte Flügel, in dem sich viele Schwerindustrielle und kleinere Unternehmer fanden, optierte gegen jede weitere Regierungsbeteiligung der SPD und jede weitere Zusammenarbeit mit den Gewerkschaften. Sie wollten die Weimarer Republik zu einem autoritären Staat umgestalten, wie es Reichskanzler Franz von Papen mit seiner Idee eines „neuen Staats“ 1932 versuchte. Das schloss eine Zusammenarbeit mit der NSDAP nicht aus, erklärte Anhänger Adolf Hitlers wie den Schwerindustriellen Fritz Thyssen gab es in dieser Gruppe aber nur wenige.
Aus Protest gegen die Unterstützung des Dawes-Plans und die so genannte Erfüllungspolitik durch den RDI gründete sich 1924 die Deutsche Industriellen-Vereinigung, welche sich aber nicht durchsetzen konnte.
Im Oktober 1930 wurde auf Initiative des Bergbauvereins die „Wirtschaftspropagandistische Abteilung“ im RDI eingerichtet, welche unter anderem die Arbeitsgebiete „Wirtschaftsprogramm der politischen Parteien, insbesondere der nationalsozialistischen Arbeiterpartei Deutschlands“ und „Das Wirtschaftssystem des Faschismus“ hatte. Dominierend im RDI war aber der eher gemäßigte Flügel, der für eine Fortsetzung der Kooperation mit der Linken und für eine Unterstützung der Regierung Brüning eintrat. Hier fanden sich viele Unternehmer der Chemie-, der Elektro- und der Fertigwarenindustrie. Diesem Mehrheitsflügel des RDI gehörte auch Gustav Krupp von Bohlen und Halbach an, der von Oktober 1931 bis 1934 den Verband leitete. Nach der Machtergreifung der Nationalsozialisten warf Thyssen Krupp und der Verbandsleitung vor, bislang „immer und zu jeder Zeit ‚Schleppenträger‘ des bisherigen Systems“ gewesen zu  sein und der NSDAP stets ablehnend gegenübergestanden zu haben. Dies müsse sich nun ändern. Nachdem Thyssen bereits am 23. März 1933 den Anschluss des RDI gefordert hatte, vereinigte sich der RDI schließlich mit der Vereinigung Deutscher Arbeitgeberverbände am 19. Juni 1933 zum Reichsstand der Deutschen Industrie.

## Organisation
Der RDI bildete die Dachorganisation für ca. 1.000 Fachverbände, die in 27 Fachgruppen organisiert wurden. Neben der Mitgliederversammlung waren der Hauptausschuss und das Präsidium die wesentlichen Gremien des Verbands.

### Präsidium
Vorsitzende des Präsidiums waren:
- 1919–1925 Kurt Sorge
- 1925–1931 Carl Duisberg
- 1931–1933 Gustav Krupp von Bohlen und Halbach

Geschäftsführende Präsidialmitglieder waren:
- 1919–1920 Walter Simons
- 1920–1925 Hermann Bücher
- 1925–1933 Ludwig Kastl

Die Zahl der Präsidiumsmitglieder betrug anfangs 16, dann 36 Mitglieder ab 1923. Weitere bekannte Präsidiumsmitglieder waren: Robert Bosch, Alfred Hugenberg, Paul Reusch, Paul Silverberg, Carl Friedrich von Siemens, Ernst Borsig, Hugo Stinnes, Julius Deutsch (AEG), Max Fischer (Carl Zeiss Jena), Hans Kraemer, Abraham Frowein, Rudolf Frank, Otto Moras, Konrad Piatscheck und Philipp Rosenthal. Von der Gründung 1919 bis zur Auflösung 1933 war Jacob Herle einer der Geschäftsführer des RDI, in dem er den rechten Flügel anführte. Der vormalige Abteilungsleiter und weitere Geschäftsführer bis 1933, Hermann Loening (* 1885; † 1943), Sohn des Edgar Loening, war Dr. rer. pol., ging und ging dann ins Exil nach Südwest-Afrika.